# Charles Schnee
Charles Schnee (Bridgeport, 6 d'agost de 1916 - Beverly Hills, 29 de novembre de 1963) guionista i productor estatunidenc de la dècada del 1940. Va escriure sol o en col·laboració diferents guions, entre els quals destaquen I Walk Alone (1948), Red River (1948), The Accused (1949), Scene of the Crime (1949), They Live by Night (1949) The Furies (1950), Born to Be Bad (1950), Westward the Women (1951) i The Bad and the Beautiful (1952) pel que va guanyar un Oscar al millor guió adaptat, BUtterfield 8 (1960) i Two Weeks in Another Town (1962). A partir dels anys 50 també va actuar sobretot com a productor en diferents pel·lícules com Right Cross (1950) Torch Song (1953), The prodigal (1955), Until They Sail (1957) o The Wings of Eagles (1957).

## Filmografia
- D'avui en endavant (From This Day Forward) (1946, escenes addicionals)
- Cross My Heart (1946, diàlegs addicionals)
- I Walk Alone (1948, guió)
- Riu Vermell (Red River) (1948, guió)
- La culpa (The Accused) (1948, guió, no consta als crèdits)
- Scene of the Crime (1949, guió)
- Easy Living (1949, guió)
- Els amants de la nit (They Live by Night) (1949, guió)
- Paid in Full (1950, guió)
- The Next Voice You Hear... (1950, guió)
- The Furies (1950, guió)
- Nascuda per al mal (Born to Be Bad) (1950, adaptació)
- Right Cross (1950, guió)
- Bannerline (1951, guió)
- Westward the Women (1951, guió)
- When in Rome (1952, guió)
- Captius del mal (The Bad and the Beautiful) (1952, guió)
- Dues setmanes en una altra ciutat (Two Weeks in Another Town) (1953, productor executiu)
- Jeopardy (1953, productor executiu)
- Torch Song (1953, productor)
- The Prodigal (1955, productor)
- Trial (1955, productor)
- Somebody Up There Likes Me (1956, productor)
- The Wings of Eagles (1957, productor)
- House of Numbers (1957, productor)
- Until They Sail (1957, productor)
- The Crowded Sky (1960, guió)
- Una dona marcada (BUtterfield 8) (1960, guió)
- Brots de passió (By Love Possessed) (1961, guió amb el sobrenom de John Dennis)
- Dues setmanes en una altra ciutat (Two Weeks in Another Town) (1962, guió)